# 盛山毅
盛山 毅（もりやま たけし、1941年（昭和16年）1月1日 - ）は、東京都出身の元アナウンサー。

## 来歴・人物
東京都立西高等学校を経て、慶應義塾大学法学部政治学科卒業後の1964年にフジテレビへ入社。同学年で同じフジテレビアナウンサーかつ友人でもあった露木茂よりも1年遅れての入社であった。また、高校の同級生に元JR東海の葛西敬之がいる。
1960年代後半から1980年代前半にかけて数々の競馬実況を行い、1973年からは東京優駿の実況を毎年行ってきた鳥居滋夫の後を受け、1986年まで同競走の実況を務める。その間はフジテレビ競馬中継のメイン実況者として、関西テレビの杉本清と共にフジ系列の競馬中継の「顔」として君臨。
全盛期には単枠指定制度が採用されていたことから、それを生かし、レースにおける1頭ないし2頭の要注目馬を中心に据えて実況を組み立てた。平等な目線で実況を行う事がセオリーであった1970年代当時としては異色のスタイルを確立。注目馬・本命馬が勝った時は心から称え、波乱が起こった時は驚きのリアクションを見せるなど、競馬を見ているファンの心情を感情として伝える実況を行った。「ぽーんぽーんぽーん」「ぐいっぐいっと」「するするっと」「ぐんぐんぐんぐん」等、擬音表現の多用が特徴のひとつともなっていた。
また、競馬中継だけでなく、『プロ野球ニュース』の進行役やプロ野球中継の実況でもおなじみであった。プロ野球の実況では1978年10月4日のヤクルト-中日戦（神宮）におけるヤクルトのリーグ初優勝や、1982年10月18日の中日、1984年10月4日の広島（ともに横浜スタジアムの大洋戦）の優勝決定試合を担当 。王貞治の通算500号本塁打（1972年6月6日）、通算563号本塁打（1973年8月8日）も実況している。
その後ら1987年アナウンス職を離れ、広報部長、美術局長などを経て、1997年に共同テレビに移籍。専務取締役を経て顧問。

## 主な実況歴

### GIレース
日本国内
- 皐月賞（1975年、1977年～1984年）
- 優駿牝馬（1972年、1975年、1980年～1982年）
- 東京優駿（1973年～1986年）
- 安田記念（1973年、1974年、1980年〜1982年、1984年）※GI昇格前も含む
- スプリンターズステークス（1973年）※GI昇格前も含む
- 天皇賞 (秋)（1970年、1972年、1973年、1976年、1980年、1981年）
- ジャパンカップ（1981年～1985年）
- 朝日杯3歳ステークス（1972年、1973年、1980年、1981年）
- 有馬記念（1973年、1974年、1976年～1981年、1983年～1985年）

海外
- サンルイレイステークス（1986年）

### その他
- 金杯（1985年、1986年）
- 京成杯（1972年、1973年、1975年、1977年、1981年、1982年）
- アメリカジョッキークラブカップ（1973年、1976年、1978年、1980年〜1982年）
- 東京新聞杯（1975年、1982年、1984年）
- 目黒記念 (春)（1982年）
- 東京4歳ステークス（1973年、1975年〜1977年、1981年）
- クイーンカップ（1982年、1985年、1986年）
- ダイヤモンドステークス（1981年、1982年）
- 中山記念（1973年、1981年、1982年、1984年）
- 弥生賞（1972年、1975年〜1977年、1980年、1982年、1983年、1985年、1986年）
- スプリングステークス（1973年、1975年〜1978年、1980年〜1982年、1984年、1985年）
- 4歳牝馬特別 (東)（1974年、1978年、1980年〜1982年）
- 京王杯スプリングカップ（1982年、1985年、1986年）
- NHK杯（1973年、1975年、1976年、1978年、1980年、1986年）
- アルゼンチン共和国杯（1977年、1982年、1983年）
- エプソムカップ（1985年）
- 日本短波賞（1975年、1977年）
- 日本経済賞→日経賞（1976年、1982年、1983年）
- 地方競馬招待競走（1985年）
- 京王杯オータムハンデキャップ（1972年、1980年）
- オールカマー（1974年、1981年）
- クイーンステークス（1972年、1975年、1977年、1981年、1985年）
- 牝馬東京タイムズ杯（1978年）
- セントライト記念（1973年、1975年、1978年、1980年、1981年）
- 毎日王冠（1974年、1976年、1980年、1981年、1984年、1985年）
- 目黒記念 (秋)（1973年、1974年、1977年、1980年、1981年）
- 京成杯3歳ステークス（1976年、1977年、1979年〜1981年）
- カブトヤマ記念（1975年）
- クモハタ記念（1975年）
- ダービー卿チャレンジトロフィー（1980年）
- ステイヤーズステークス（1980年）
- 中山大障害 (秋)（1975年）